# Теодорос Рштуні
Теодорос Рштуні (590–656, Дамаск) — вірменський полководець і державний діяч. Вів боротьбу за незалежність Вірменії від Арабського халіфату. Призначений арабами верховним правителем Вірменії, Грузії і Албанії Кавказької.

## Біографія
Рік народження достеменно невідомий, більшість вважає 590 рік. 640 року скористався поразками Візанті та Сасанідів від арабів почав боротьбу за об'єднання вірменських земель та відродження державності. У 641 році, перемігши Давида Сааруні, став провідним князем об'єднаної Вірменії і був ним до 643 року. У 641 році вірменський католікос Нерсес III звернувся до візантійського імператора Константа II з проханням офіційно визнати владу Теодороса Рштуні. Імператор призначив Теодороса спарапетом Вірменії і відправив йому на допомогу проти арабів візантійського полководця Прокопія з військом. У 643 році відбувся конфлікт між Теодоросом Рштуні і візантійським полководцем Прокопієм, в результаті військо було розділено на дві частини. Теодорос Рштуні здобув перемогу над арабами, а візантійці зазнали поразки. Розлючені цим, візантійці організували змову, в результаті якої Теодорос Рштуні був заарештований і відправлений у Константинополь.
У 646 році Теодорос Рштуні знову став ішханом (князем) Вірменії і був ним до 653 року. У 650 році розпочалося нове вторгнення арабів у Вірменію. Арабські загони спустошили Васпуракан і Айрарат. Незабаром Теодорос Рштуні здобув значну перемогу над арабами в Васпуракане. У 652 році Рштуні визнав залежність від арабського халіфату, натомість отримавши від арабів пост верховного правителя Вірменії, Грузії та Албанії Кавказької.
Феодальна міжусобиця, що спалахнула у Вірменії, послужила приводом для нового вторгнення арабських військ у Вірменію в 654 році. Рштуні був полонений і з 2 тисячами заручниками відправлений у Сирію, де і помер в Дамаску в 656 році.